# شیکاگو استگز در فصل ۴۷–۱۹۴۶
فصل ۴۷–۱۹۴۶ شیکاگو استگز نخستین فصل حضور این تیم در رقابت‌های انجمن ملی بسکتبال (بی‌ای‌ای/ان‌بی‌ای) می‌باشد.

## فصل عادی

### جدول رده‌بندی فصل
| # | بخش غرب            | بخش غرب | بخش غرب | بخش غرب  | بخش غرب       |
| # | تیم                | برد     | باخت    | درصد برد | بازی‌های پشت‌سر |
| - | ------------------ | ------- | ------- | -------- | ------------- |
| ۱ | x-شیکاگو استگز     | ۳۹      | ۲۲      | ۰٫۶۳۹    | –             |
| ۲ | x-سنت لوئیس بامبرز | ۳۸      | ۲۳      | ۰٫۶۲۳    | ۱             |
| ۳ | x-کلیولند ریبلز    | ۳۰      | ۳۰      | ۰٫۵۰۰    | ۸٫۵           |
| ۴ | دیترویت فالکونز    | ۲۰      | ۴۰      | ۰٫۳۳۳    | ۱۸٫۵          |
| ۵ | پیتسبورگ آیرونمن   | ۱۵      | ۴۵      | ۰٫۲۵۰    | ۲۳٫۵          |

### رکورد برابر رقیبان
| رکوردهای بی‌ای‌ای ۴۷–۱۹۴۶ | رکوردهای بی‌ای‌ای ۴۷–۱۹۴۶ | رکوردهای بی‌ای‌ای ۴۷–۱۹۴۶ | رکوردهای بی‌ای‌ای ۴۷–۱۹۴۶ | رکوردهای بی‌ای‌ای ۴۷–۱۹۴۶ | رکوردهای بی‌ای‌ای ۴۷–۱۹۴۶ | رکوردهای بی‌ای‌ای ۴۷–۱۹۴۶ | رکوردهای بی‌ای‌ای ۴۷–۱۹۴۶ | رکوردهای بی‌ای‌ای ۴۷–۱۹۴۶ | رکوردهای بی‌ای‌ای ۴۷–۱۹۴۶ | رکوردهای بی‌ای‌ای ۴۷–۱۹۴۶ | رکوردهای بی‌ای‌ای ۴۷–۱۹۴۶ |
| تیم                     | BOS                     | CHI                     | CLE                     | DET                     | NYK                     | PHI                     | PIT                     | PRO                     | STL                     | TOR                     | WAS                     |
| ----------------------- | ----------------------- | ----------------------- | ----------------------- | ----------------------- | ----------------------- | ----------------------- | ----------------------- | ----------------------- | ----------------------- | ----------------------- | ----------------------- |
| بوستون سلتیکس           | —                       | ۰–۶                     | ۲–۴                     | ۳–۳                     | ۴–۲                     | ۱–۵                     | ۵–۱                     | ۱–۵                     | ۱–۵                     | ۴–۲                     | ۱–۵                     |
| شیکاگو استگز            | ۶–۰                     | —                       | ۵–۱                     | ۳–۳                     | ۳–۳                     | ۵–۱                     | ۶–۰                     | ۳–۳                     | ۳–۴                     | ۴–۲                     | ۱–۵                     |
| کلیولند ریبلز           | ۴–۲                     | ۱–۵                     | —                       | ۴–۲                     | ۴–۲                     | ۳–۳                     | ۴–۲                     | ۲–۴                     | ۱–۵                     | ۶–۰                     | ۱–۵                     |
| دیترویت فالکونز         | ۳–۳                     | ۳–۳                     | ۲–۴                     | —                       | ۱–۵                     | ۲–۴                     | ۳–۳                     | ۲–۴                     | ۰–۶                     | ۳–۳                     | ۱–۵                     |
| نیویورک نیکس            | ۲–۴                     | ۳–۳                     | ۲–۴                     | ۵–۱                     | —                       | ۲–۴                     | ۶–۰                     | ۴–۲                     | ۴–۲                     | ۳–۳                     | ۲–۴                     |
| فیلادلفیا واریرز        | ۵–۱                     | ۱–۵                     | ۳–۳                     | ۴–۲                     | ۴–۲                     | —                       | ۵–۱                     | ۴–۲                     | ۳–۳                     | ۵–۱                     | ۱–۵                     |
| پیتسبورگ آیرونمن        | ۱–۵                     | ۰–۶                     | ۲–۴                     | ۳–۳                     | ۰–۶                     | ۱–۵                     | —                       | ۳–۳                     | ۱–۵                     | ۳–۳                     | ۱–۵                     |
| پراویدنس استیمرولرز     | ۵–۱                     | ۳–۳                     | ۴–۲                     | ۴–۲                     | ۲–۴                     | ۲–۴                     | ۳–۳                     | —                       | ۲–۴                     | ۳–۳                     | ۰–۶                     |
| سنت لوئیس بامبرز        | ۵–۱                     | ۴–۳                     | ۵–۱                     | ۶–۰                     | ۲–۴                     | ۳–۳                     | ۵–۱                     | ۴–۲                     | —                       | ۲–۴                     | ۲–۴                     |
| تورنتو هاسکیس           | ۲–۴                     | ۲–۴                     | ۰–۶                     | ۳–۳                     | ۳–۳                     | ۱–۵                     | ۳–۳                     | ۳–۳                     | ۴–۲                     | —                       | ۱–۵                     |
| واشینگتن کاپیتالز       | ۵–۱                     | ۵–۱                     | ۵–۱                     | ۵–۱                     | ۴–۲                     | ۵–۱                     | ۵–۱                     | ۶–۰                     | ۴–۲                     | ۵–۱                     | —                       |

### کارنامه بازی
| #  | تاریخ     | هماورد      | نتیجه             | بیشترین امتیازات      | رکورد |
| ۱  | نوامبر ۲  | نیویورک     | ۶۳–۴۷             | Max Zaslofsky (۱۸)    | ۱–۰   |
| ۲  | نوامبر ۵  | @ بوستون    | ۵۷–۵۵             | Max Zaslofsky (۲۸)    | ۲–۰   |
| ۳  | نوامبر ۷  | @ پراویدنس  | ۶۵–۷۳             | Doyle Parrack (۱۴)    | ۲–۱   |
| ۴  | نوامبر ۹  | تورنتو      | ۶۲–۵۴             | Chick Halbert (۲۳)    | ۳–۱   |
| ۵  | نوامبر ۱۱ | @ نیویورک   | ۷۸–۶۸ (وقت اضافه) | Mickey Rottner (۲۰)   | ۴–۱   |
| ۶  | نوامبر ۱۳ | بوستون      | ۷۱–۶۱             | Max Zaslofsky (۱۶)    | ۵–۱   |
| ۷  | نوامبر ۱۶ | واشینگتن    | ۶۵–۷۳             | Chick Halbert (۱۹)    | ۵–۲   |
| ۸  | نوامبر ۱۷ | @ کلیولند   | ۷۸–۷۶             | Chick Halbert (۲۲)    | ۶–۲   |
| ۹  | نوامبر ۲۰ | @ نیویورک   | ۶۹–۷۲             | Tony Jaros (۲۰)       | ۶–۳   |
| ۱۰ | نوامبر ۲۱ | @ فیلادلفیا | ۶۵–۶۳             | Doyle Parrack (۱۵)    | ۷–۳   |
| ۱۱ | نوامبر ۲۴ | دیترویت     | ۵۵–۶۸             | Tony Jaros (۱۳)       | ۷–۴   |
| ۱۲ | نوامبر ۲۷ | @ واشینگتن  | ۶۷–۷۵             | Max Zaslofsky (۲۲)    | ۷–۵   |
| ۱۳ | نوامبر ۲۸ | سنت لوئیس   | ۷۲–۷۵             | Max Zaslofsky (۱۹)    | ۷–۶   |
| ۱۴ | دسامبر ۱  | بوستون      | ۶۶–۵۶             | Chick Halbert (۲۹)    | ۸–۶   |
| ۱۵ | دسامبر ۴  | @ پیتسبورگ  | ۵۷–۴۶             | Chick Halbert (۱۵)    | ۹–۶   |
| ۱۶ | دسامبر ۵  | تورنتو      | ۶۱–۶۵             | Max Zaslofsky (۲۲)    | ۹–۷   |
| ۱۷ | دسامبر ۷  | کلیولند     | ۸۶–۷۸             | Max Zaslofsky (۲۰)    | ۱۰–۷  |
| ۱۸ | دسامبر ۱۱ | کلیولند     | ۸۸–۷۹             | Chick Halbert (۱۴)    | ۱۱–۷  |
| ۱۹ | دسامبر ۱۲ | @ سنت لوئیس | ۸۸–۶۸             | Don Carlson (۲۸)      | ۱۲–۷  |
| ۲۰ | دسامبر ۱۵ | پیتسبورگ    | ۸۴–۷۵             | Max Zaslofsky (۱۴)    | ۱۳–۷  |
| ۲۱ | دسامبر ۱۹ | @ پراویدنس  | ۷۷–۸۱             | Max Zaslofsky (۱۶)    | ۱۳–۸  |
| ۲۲ | دسامبر ۲۲ | دیترویت     | ۹۵–۹۲             | Don Carlson (۲۶)      | ۱۴–۸  |
| ۲۳ | دسامبر ۲۷ | @ تورنتو    | ۸۸–۸۰             | Tony Jaros (۱۶)       | ۱۵–۸  |
| ۲۴ | دسامبر ۲۹ | @ کلیولند   | ۸۷–۷۹ (وقت اضافه) | Max Zaslofsky (۲۰)    | ۱۶–۸  |
| ۲۵ | دسامبر ۳۱ | @ تورنتو    | ۷۶–۸۶             | Tony Jaros (۲۲)       | ۱۶–۹  |
| ۲۶ | ژانویه ۱  | سنت لوئیس   | ۹۰–۱۰۳            | Jaros, Seminoff (۲۰)  | ۱۶–۱۰ |
| ۲۷ | ژانویه ۸  | @ دیترویت   | ۸۳–۸۰             | Don Carlson (۱۸)      | ۱۷–۱۰ |
| ۲۸ | ژانویه ۹  | @ سنت لوئیس | ۸۱–۸۴             | Chick Halbert (۱۷)    | ۱۷–۱۱ |
| ۲۹ | ژانویه ۱۲ | فیلادلفیا   | ۷۵–۷۲             | Jim Seminoff (۲۰)     | ۱۸–۱۱ |
| ۳۰ | ژانویه ۱۵ | @ دیترویت   | ۵۹–۶۸             | Doyle Parrack (۱۲)    | ۱۸–۱۲ |
| ۳۱ | ژانویه ۱۶ | @ فیلادلفیا | ۸۴–۷۸             | Max Zaslofsky (۱۹)    | ۱۹–۱۲ |
| ۳۲ | ژانویه ۱۸ | @ واشینگتن  | ۷۲–۸۷             | Max Zaslofsky (۲۱)    | ۱۹–۱۳ |
| ۳۳ | ژانویه ۲۰ | @ بوستون    | ۸۱–۵۴             | Max Zaslofsky (۲۱)    | ۲۰–۱۳ |
| ۳۴ | ژانویه ۲۲ | @ نیویورک   | ۶۴–۷۴             | Don Carlson (۱۲)      | ۲۰–۱۴ |
| ۳۵ | ژانویه ۲۳ | پراویدنس    | ۹۷–۷۶             | Mickey Rottner (۲۰)   | ۲۱–۱۴ |
| ۳۶ | ژانویه ۲۶ | فیلادلفیا   | ۶۳–۵۷             | Davis, Zaslofsky (۱۲) | ۲۲–۱۴ |
| ۳۷ | فوریه ۲   | تورنتو      | ۹۰–۷۵             | Mickey Rottner (۲۲)   | ۲۳–۱۴ |
| ۳۸ | فوریه ۶   | پیتسبورگ    | ۱۰۹–۸۵            | Max Zaslofsky (۱۷)    | ۲۴–۱۴ |
| ۳۹ | فوریه ۹   | واشینگتن    | ۸۵–۶۷             | Don Carlson (۲۳)      | ۲۵–۱۴ |
| ۴۰ | فوریه ۱۲  | @ پیتسبورگ  | ۱۰۱–۸۲            | Don Carlson (۲۴)      | ۲۶–۱۴ |
| ۴۱ | فوریه ۱۳  | پراویدنس    | ۸۱–۷۹             | Don Carlson (۲۰)      | ۲۷–۱۴ |
| ۴۲ | فوریه ۱۶  | بوستون      | ۸۴–۷۷             | Chet Carlisle (۱۶)    | ۲۸–۱۴ |
| ۴۳ | فوریه ۲۰  | دیترویت     | ۷۴–۷۶             | Don Carlson (۱۸)      | ۲۸–۱۵ |
| ۴۴ | فوریه ۲۱  | @ سنت لوئیس | ۶۰–۶۵             | Don Carlson (۲۰)      | ۲۸–۱۶ |
| ۴۵ | فوریه ۲۳  | نیویورک     | ۸۲–۶۸             | Max Zaslofsky (۲۲)    | ۲۹–۱۶ |
| ۴۶ | فوریه ۲۶  | @ دیترویت   | ۷۲–۶۸             | Max Zaslofsky (۲۰)    | ۳۰–۱۶ |
| ۴۷ | مارس ۲    | سنت لوئیس   | ۹۸–۸۶             | Max Zaslofsky (۳۲)    | ۳۱–۱۶ |
| ۴۸ | مارس ۳    | @ پیتسبورگ  | ۶۹–۶۶             | Chick Halbert (۱۹)    | ۳۲–۱۶ |
| ۴۹ | مارس ۶    | پیتسبورگ    | ۷۲–۷۱             | Max Zaslofsky (۱۹)    | ۳۳–۱۶ |
| ۵۰ | مارس ۸    | پراویدنس    | ۱۰۷–۸۱            | Tony Jaros (۲۰)       | ۳۴–۱۶ |
| ۵۱ | مارس ۹    | @ کلیولند   | ۱۰۷–۷۸            | Chick Halbert (۲۵)    | ۳۵–۱۶ |
| ۵۲ | مارس ۱۳   | واشینگتن    | ۶۹–۸۶             | Max Zaslofsky (۱۵)    | ۳۵–۱۷ |
| ۵۳ | مارس ۱۴   | فیلادلفیا   | ۷۰–۶۷             | Max Zaslofsky (۱۶)    | ۳۶–۱۷ |
| ۵۴ | مارس ۱۹   | نیویورک     | ۵۷–۶۵             | Don Carlson (۱۵)      | ۳۶–۱۸ |
| ۵۵ | مارس ۲۱   | @ تورنتو    | ۹۹–۸۳             | Chick Halbert (۲۵)    | ۳۷–۱۸ |
| ۵۶ | مارس ۲۲   | کلیولند     | ۵۸–۶۷             | Max Zaslofsky (۱۹)    | ۳۷–۱۹ |
| ۵۷ | مارس ۲۴   | @ بوستون    | ۸۰–۶۹             | Chick Halbert (۲۴)    | ۳۸–۱۹ |
| ۵۸ | مارس ۲۶   | @ واشینگتن  | ۷۷–۱۰۵            | Chick Halbert (۱۵)    | ۳۸–۲۰ |
| ۵۹ | مارس ۲۷   | @ فیلادلفیا | ۷۳–۸۰             | Chick Halbert (۱۸)    | ۳۸–۲۱ |
| ۶۰ | مارس ۲۹   | @ پراویدنس  | ۷۹–۸۳             | Tony Jaros (۱۷)       | ۳۸–۲۲ |
| ۶۱ | مارس ۳۱   | سنت لوئیس   | ۷۳–۶۶ (وقت اضافه) | Chick Halbert (۱۹)    | ۳۹–۲۲ |

## بازی‌های حذفی بی‌ای‌ای ۱۹۴۷

### نیمه‌نهایی‌های بی‌ای‌ای
(۱شرق) واشینگتن کاپیتالز برابر. (۱غرب) شیکاگو استگز: استگز پیروز سری ۴–۲
- بازی ۱ @ واشینگتن (آوریل ۲): شیکاگو ۸۱, واشینگتن ۶۵
- بازی ۲ @ واشینگتن (آوریل ۳): شیکاگو ۶۹, واشینگتن ۵۳
- بازی ۳ @ شیکاگو (آوریل ۸): شیکاگو ۶۷, واشینگتن ۵۵
- بازی ۴ @ واشینگتن (آوریل ۱۰): واشینگتن ۷۶, شیکاگو ۶۹
- بازی ۵ @ شیکاگو (آوریل ۱۲): واشینگتن ۶۷, شیکاگو ۵۵
- بازی ۶ @ شیکاگو (آوریل ۱۳): شیکاگو ۶۶, واشینگتن ۶۱

### فینال‌های بی‌ای‌ای
فیلادلفیا واریرز برابر. شیکاگو استگز: واریرز پیروز سری ۴–۱
- بازی ۱ @ فیلادلفیا (آوریل ۱۶): فیلادلفیا ۸۴, شیکاگو ۷۱
- بازی ۲ @ فیلادلفیا (آوریل ۱۷): فیلادلفیا ۸۵, شیکاگو ۷۴
- بازی ۳ @ شیکاگو (آوریل ۱۹): فیلادلفیا ۷۵, شیکاگو ۷۲
- بازی ۴ @ شیکاگو (آوریل ۲۰): شیکاگو ۷۴, فیلادلفیا ۷۳
- بازی ۵ @ فیلادلفیا (آوریل ۲۲): فیلادلفیا ۸۳, شیکاگو ۸۰